# Sumber Suko (Belitang)
Sumber Suko is een bestuurslaag in het regentschap Ogan Komering Ulu van de provincie Zuid-Sumatra, Indonesië. Sumber Suko telt 1735 inwoners (volkstelling 2010).